# Божественная женщина
«Божественная женщина» (англ. The Divine Woman) — немой чёрно-белый фильм 1928 года. Долгое время считался полностью утерянным, но в 1993 году 9-минутный фрагмент фильма был обнаружен в Госфильмофонде России.

## Сюжет
Фильм создан по пьесе Глэдис Ангер, отчасти основанной на рассказах о ранней биографии Сары Бернар. Брошенная матерью Марианна растет в семье крестьян в Бретани. Десять лет спустя она, мечтая о карьере актрисы, уезжает в Париж и становится протеже бывшего поклонника её матери, театрального продюсера Анри Леграна. Затем Марианна влюбляется в солдата-дезертира Люсьена. Из лучших побуждений Люсьен пытается украсть платье для Марианны и попадает в тюрьму.
Девушка обещает дождаться его возвращения, но не может устоять перед напором все менее отеческих чувств Леграна. В конце концов, она пытается наложить на себя руки из-за любви к Люсьену, а когда тот выходит из тюрьмы, становится его женой.

## В ролях
- Грета Гарбо — Марианна
- Ларс Хансон — Люсьен
- Лоуэлл Шерман — Анри Легран
- Полли Моран — Мадам Пигонье